# Plica gastropancreatica
Die Plica gastropancreatica ist eine Falte des Bauchfells in der Rückwand der Bursa omentalis. Beim Menschen verläuft in ihr die linke Magenarterie, die aus dem Truncus coeliacus entspringt.
Sie trennt die Bursa omentalis von ihrem Vorhof (Vestibulum).